# Wojciech Męciński (generał)
Wojciech Męciński (ur. 1760, zm. 19 września 1839 w Krakowie) – hrabia w Królestwie Kongresowym w 1820 roku, generał brygady Armii Księstwa Warszawskiego, członek sejmu i senator Królestwa Polskiego, odznaczony Krzyżem Kawalerskim Orderu Virtuti Militari.

## Życiorys

### Służba wojskowa i działalność polityczna
Wojciech Męciński w 1806 wyznaczony został przez gen. Jana Henryka Dąbrowskiego na organizatora i dowódcę pospolitego ruszenia w części departamentu kaliskiego. Tam utworzył pułk jazdy (późniejszy 3 pułk ułanów) i jako jego dowódca w składzie dywizji gen. Józefa Zajączka walczył w kampanii mazurskiej. Odznaczył się pod Waplewem. W armii Księstwa Warszawskiego był też dowódcą 4 pułku strzelców konnych. Wobec braku przygotowania wojsk wziął w 1808 dymisję w stopniu generała i osiadł w Dukli na gospodarstwie. W 1817 otrzymał tytuł senatora-kasztelana Królestwa Polskiego.
W 1824 przegrał proces z mnichami jasnogórskimi o zwrot majątku oddanego zakonnikom na przechowanie w 1655 przez jego przodków. W 1828 roku był członkiem Sądu Sejmowego, mającego osądzić osoby oskarżone o zdradę stanu. 
11 sierpnia 1831 mianowany został senatorem-wojewodą. Aktywnie występował w obronie sądzonych w warszawie członków Towarzystwa Patriotycznego. Wykazał potem wielką ofiarność na rzecz powstania listopadowego. Jako senator podpisał 25 stycznia 1831 roku akt detronizacji Mikołaja I Romanowa.
Był członkiem loży wolnomularskiej Przesąd Zwyciężony w 1813 roku.

### Życie rodzinne
Ojcem Wojciecha Męcińskiego późniejszego dziedzica Żarek był Adam Albert Męciński z Kurozwęk herbu Poraj, a matką Aniela Stadnicka ze Stadnik herbu Szreniawa.
Związek małżeński zawarł z Heleną Stadnicką ze Stadnik herbu Szreniawa, która w posagu wniosła Duklę.
W małżeństwie urodziło się pięcioro dzieci: Wanda, Cezar, Antonina, Cecylia i Wincenty